# دین مایا
دین مایا مذهب قوم مایا در دوران پیشاکلمبی بود که شاخه از دین باستانی آمریکای مرکزی به حساب می‌آمد. سرخپوستان آمریکای مرکزی در دیانت و اساطیر کمابیش مشترک بودند و عقایدشان تقریباً هم منشأ بود. این دین با کشف قاره جدید به‌دست کریستف کلمب و ورود مبلغان کاتولیک تقریباً برچیده شد و به برخی نواحی دورافتاده معدود گشت. امروزه از میان برخی مایاهای ملی‌گرا گرایش به اساطیر و دین باستانی برابر دین مهاجمان شکل گرفته است. خدای بزرگ دین مایاها ایتزامنا نام داشت. عالم هستی دین مایا دارای دو بعد انسانی و خدایی داشت که در سه حوزه آسمانی و زمینی و زیرزمینی ضرب می‌شد. دنیای زیر زمینی را زیبالبا می‌گفتند. خدایان مایایی عموماً زوجی برای خود داشتند. بسیاری از عقاید باستانی مایاها در کتاب پوپول ووه منعکس شده است.